# 心の祭りの歌 〜阿久悠作品集〜 / 時代おくれ
「心の祭りの歌 〜阿久悠作品集〜 / 時代おくれ」（こころのまつりのうた あくゆうさくひんしゅう じだいおくれ）は、河島英五のコンピレーション・アルバム。
1991年9月21日にSony Recordsから発売された。
CDのサイドキャップには「「'90年代のスタンダード曲、時代おくれをはじめとして、阿久悠作品全9曲収録。」」と記述されている。

## 背景
本作発売の経緯は1991年6月15日、NHK総合で放送された特別番組『阿久悠 歌は時代を語り続けた』にゲストとして河島が出演、「時代おくれ」を披露したことに始まる。
同番組放送後、レコード会社へ同曲の電話が1日に何本もかかるようになり、その反響の多さに、同年9月21日に「時代おくれ」がオリジナル・カラオケと共に8cmCD規格にて再発売された。同年の『第42回NHK紅白歌合戦』に河島は初出場。河島は第1部の白組トリで、ピアノの弾き語りで「時代おくれ」を披露した。
本作は上記の8cmCDと同時発売され、河島が過去に発表したオリジナル・アルバムにて阿久から詞を提供された楽曲を集めたコンピレーション・アルバムである。

## 収録曲

### CD
全作詞：阿久悠
1. 時代おくれ
  - 作曲：森田公一　編曲：チト河内・福井峻
  - シングル表題曲、アルバム『時代おくれ』収録曲。
2. ながいながいお話をみじかいみじかい一言で
  - 作曲：鈴木キサブロー　編曲：川村栄二
  - アルバム『ろまんちすと』収録曲。
3. Bye Byeメランコリー
  - 作曲：網倉一也　編曲：石田勝範
  - アルバム『季節』収録曲。
4. 忘れもの
  - 作曲：網倉一也　編曲：石田勝範
  - アルバム『季節』収録曲。
5. 主役
  - 作曲：井上大輔　編曲：八木正生
  - アルバム『季節』収録曲。
6. ろまんちすと
  - 作曲：鈴木キサブロー　編曲：川村栄二
  - シングル表題曲、アルバム『ろまんちすと』収録曲。
7. トーキョー・ホームシック・ブルース
  - 作曲：河島英五　編曲：チト河内
  - アルバム『時代おくれ』収録曲。
8. 季節
  - 作曲：水谷公生　編曲：若草恵
  - アルバム『季節』収録曲。
9. 自分のことをどのくらい知ってますか
  - 作曲：水谷公生　編曲：若草恵
  - アルバム『季節』収録曲。

### カセットテープ

#### SIDE A
1. 時代おくれ
2. ながいながいお話をみじかいみじかい一言で
3. Bye Byeメランコリー
4. 忘れもの
5. 主役

#### SIDE B
1. ろまんちすと
2. トーキョー・ホームシック・ブルース
3. 季節
4. 自分のことをどのくらい知ってますか